# Alleocomatella pectinifera
Alleocomatella pectinifera är en sjöliljeart som först beskrevs av A.H. Clark 1911.  Alleocomatella pectinifera ingår i släktet Alleocomatella och familjen Comasteridae. Inga underarter finns listade i Catalogue of Life.